# あすの経営
あすの経営（ -けいえい）は、1976年4月5日から1980年3月30日までNHK教育テレビで放送されたテレビ番組である。

## 概要
中小企業の従事者を対象に環境変化の具体的な対応策や諸情報を国際経済の動きから中小小売業の経営情報まで含め幅広く放送した。

## 放送時間
NHK教育：月 - 木曜日 08:30 - 09:00

## 内容
| 年度 | 月         | 火                 | 水       | 木                   |
| ---- | ---------- | ------------------ | -------- | -------------------- |
| 1976 | トピックス | リポート'76        | 商店経営 | 工業経営             |
| 1977 | トピックス | リポート'77        | 商店経営 | 工業経営             |
| 1978 | トピックス | リポート'78 商店街 | 商店経営 | マーケティングガイド |
| 1979 | トピックス | リポート'79 商店街 | 商店経営 | 中堅企業への道       |

## 特集
- 私の企業論
- 水資源を考える
- 産業廃棄物を考える
- 日本の会社
- いま繊維産業は…
- 地域リポート・不況の中で

## 関連番組
- サラリーマンライフ